# Kill the Messenger
Kill the Messenger —en español: Matar al mensajero— es una película estadounidense dirigida por Michael Cuesta y escrita por Peter Landesman. Está basada en la novela de Nick Schou del mismo nombre y en el libro Dark Alliance, de Gary Webb. La película está protagonizada por Jeremy Renner, Michael Sheen, Andy Garcia, Ray Liotta, Barry Pepper, Mary Elizabeth Winstead, Rosemarie DeWitt, Paz Vega, Oliver Platt, Richard Schiff, y Michael K. Williams. Fue estrenada el 10 de octubre de 2014.

## Argumento
Basada en la historia real del periodista estadounidense Gary Webb, que puso en evidencia las conexiones de la CIA con el mundo de la droga, y demostró que los barrios negros del país fueron inundados de crack mediante un narcotráfico destinado a abastecer de dinero y armas a la CIA.

## Elenco
- Jeremy Renner como Gary Webb.
- Mary Elizabeth Winstead como Anna Simons.
- Rosemarie DeWitt como Susan Webb.
- Ray Liotta como John Cullen.
- Barry Pepper como Russell Dodson.
- Paz Vega como Coral Baca.
- Oliver Platt como Jerry Ceppos.
- Michael Sheen como Fred Weil.
- Richard Schiff como Walter Pincus.
- Andy García como Norwin Meneses.
- Robert Patrick como Ronny Quail.
- Michael K. Williams como "Freeway" Rick Ross.
- Jena Sims
- Joshua Close como Rich Kline.
- Yul Vazquez como Danilo Blandon.
- Robert Pralgo como Sheriff Nelson.
- Lucas Hedges como Ian Webb.
- Michael Rose como Jonathan Yarnold.
- Matthew Lintz como Eric Webb.
- Michael H. Cole como Pete Carey.
- David Lee Garver como Douglas Farah.
- Andrew Masset como Johnathan Krim.
- Tim Blake Nelson como Alan Fenster.

## Producción
El 5 de marzo de 2014, Focus Features anunció que la película se estrenaría el 10 de octubre de 2014.

### Filmación
La filmación empezó el 16 de julio de 2013 en el estado de Georgia.

### Música
El 31 de marzo de 2014, Nathan Johnson fue contratado para componer la banda sonora. Back Lot Music lanzó un álbum de la banda sonora el 7 de octubre de 2014.

## Estreno
La película tuvo su estreno el 10 de octubre de 2014.

## Recepción
Ha recibido críticas positivas. En Rotten Tomatoes tiene un 77%, basado en 95 críticas. En Metacritic, tiene un 60 de 100, basado en 33 críticas.